# Stelling van von Staudt-Clausen
De stelling van von Staudt-Clausen is een stelling uit de getaltheorie over de Bernoulligetallen. De stelling is genoemd naar Karl von Staudt en Thomas Clausen, die ze onafhankelijk van elkaar formuleerden in 1840.
De stelling zegt dat, als bij het Bernouilligetal {\displaystyle B_{n}} met positieve even index {\displaystyle n} de reciproquen van alle priemgetallen {\displaystyle p} optelt waarvoor {\displaystyle p-1} een deler is van {\displaystyle n}, men een geheel getal verkrijgt: 
{\displaystyle B_{n}+\sum _{(p-1)|n}{\frac {1}{p}}\quad \in \mathbb {Z} }
Bijgevolg kan men de Bernouilligetallen {\displaystyle B_{2k}(k\geq 1)} uitdrukken als:
{\displaystyle B_{2k}=A_{2k}-\sum _{(p-1)|2k}{\frac {1}{p}}}
waarin {\displaystyle A_{2k}} een geheel getal is.
Hieruit blijkt dat de noemer van het Bernouilligetal {\displaystyle B_{n}} gelijk is aan het product van alle priemgetallen {\displaystyle p} waarvoor {\displaystyle p-1} een deler is van {\displaystyle n}. Deze noemers zijn kwadraatvrij en steeds een veelvoud van zes, vermits de priemgetallen 2 en 3 in elke som voorkomen.
De gehele getallen {\displaystyle A_{2k}} voor {\displaystyle k=1,2,3,\ldots } zijn:
1, 1, 1, 1, 1, 1, 2, −6, 56, −528, ...

## Voorbeelden
{\displaystyle B_{6}=1-\left({\tfrac {1}{2}}+{\tfrac {1}{3}}+{\tfrac {1}{7}}\right)={\frac {1}{42}}}
{\displaystyle B_{12}=1-\left({\tfrac {1}{2}}+{\tfrac {1}{3}}+{\tfrac {1}{5}}+{\tfrac {1}{7}}+{\tfrac {1}{13}}\right)=-{\frac {691}{2730}}}